# جوليا ستوشيك
جوليا ستوشيك (بالإنجليزية: Julia Stoschek) هي جامعة فنون ومتخصصة في فن الميديا من مواليد 1975 ألمانيا.

## المهنة
ولدت جوليا في مدينة كوبورغ وهي ابنة رجل الأعمال والميلياردير الألماني مايكل ستوشيك، بدأت جوليا في شراء الفن لأول مرة في عام 2003 حيث ضمت مجموعتها أكثر من 800 عمل فني لأكثر من 250 فنان مختلف معظمهم من الفنانين الأوروبيين والأمريكيين وهي تشمل الفيديوهات والصور وغيرها من بيانات الوسائط المتعددة.
من العام 2007 حتى 2017 نظمت جوليا ستوشيك 15 معرضا لمجموعتها الفنية بما في ذلك العروض الفردية لـ ديريك جيرمان، سيبريان جيلارد، وو تسانغ وكاو فاي.
في عام 2016 افتتحت جوليا ستوشيك مساحة عرض في المركز الثقافي التشيكي في برلين كما شاركت مجموعتها في معرضين، الأول الجناح الألماني والثاني هو معرض Venice Biennale.